# The Outpatience
The Outpatience foi uma banda norte americana de hard rock, formada em Los Angeles, Califórnia em 1995. O grupo foi formado pelo guitarrista e compositor West Arkeen, co-compositor de várias canções da banda Guns N' Roses. A banda lançou apenas um álbum, o Anxious Disease, lançado em 1996, porém o grupo se desfez logo após a morte de Arkeen, em 30 de maio de 1997 em Los Angeles, resultado de uma overdose.

## História
Depois de seu sucesso como compositor, co-compositor e letrista de destaque no rock devido á várias canções para Guns N' Roses, Brother Cane, Phantom Blue, Asphalt Ballet e Duff McKagan (solo), o guitarrista West Arkeen começou seu próprio projeto, o The Outpatience, em 1995. A formação do grupo contava com o vocalista Mike Shotton (Von Groove), o guitarrista Joey Hunting  (Billy Joel e Dear Mr. President), o baixista James Hunting (Eddie Money e David Lee Roth), o baterista Abe Laboriel Jr. (Seal) e o tecladista Gregg Buchwalter, além de Arkeen na guitarra.
Eles gravaram seu álbum de estreia, Anxious Disease, que contou com participações especiais notáveis, tais como os membros do Guns N' Roses Axl Rose, Slash, Izzy Stradlin e Duff McKagan bem como o guitarrista Steve Stevens. O álbum foi produzido por Noel Golden (Slash's Snakepit, Neurotic Outsiders, Beth Hart Band) e Arkeen. O álbum também foi mixado por Duane Baron (Ozzy Osbourne, Mötley Crüe e Poison). Foi lançado no Japão em 1996 e estavam tentando conseguir uma gravadora para lançar o álbum no Estados Unidos quando seis meses depois, em 30 de maio de 1996, Arkeen foi encontrado morto em seu apartamento em Los Angeles. Sua assessoria  disse que Arkeen estava em casa se recuperando de queimaduras graves e que a sua morte foi o resultado de uma "overdose acidental de opiáceos." Em 2004, Anxious Disease foi relançado como álbum póstumo nos EUA e na Europa.

## Discografia
- Anxious Disease (1996)

## Membros
- Mike Shotton - vocal, percussão
- West Arkeen - guitarra solo & rítmica, guitarra acústica, vocal de apoio
- Joey Hunting - guitarra rítmica
- James Hunting - baixo, vocal de apoio
- Abe Laboriel Jr. - bateria
- Gregg Buchwalter - teclados